# Gemshorn

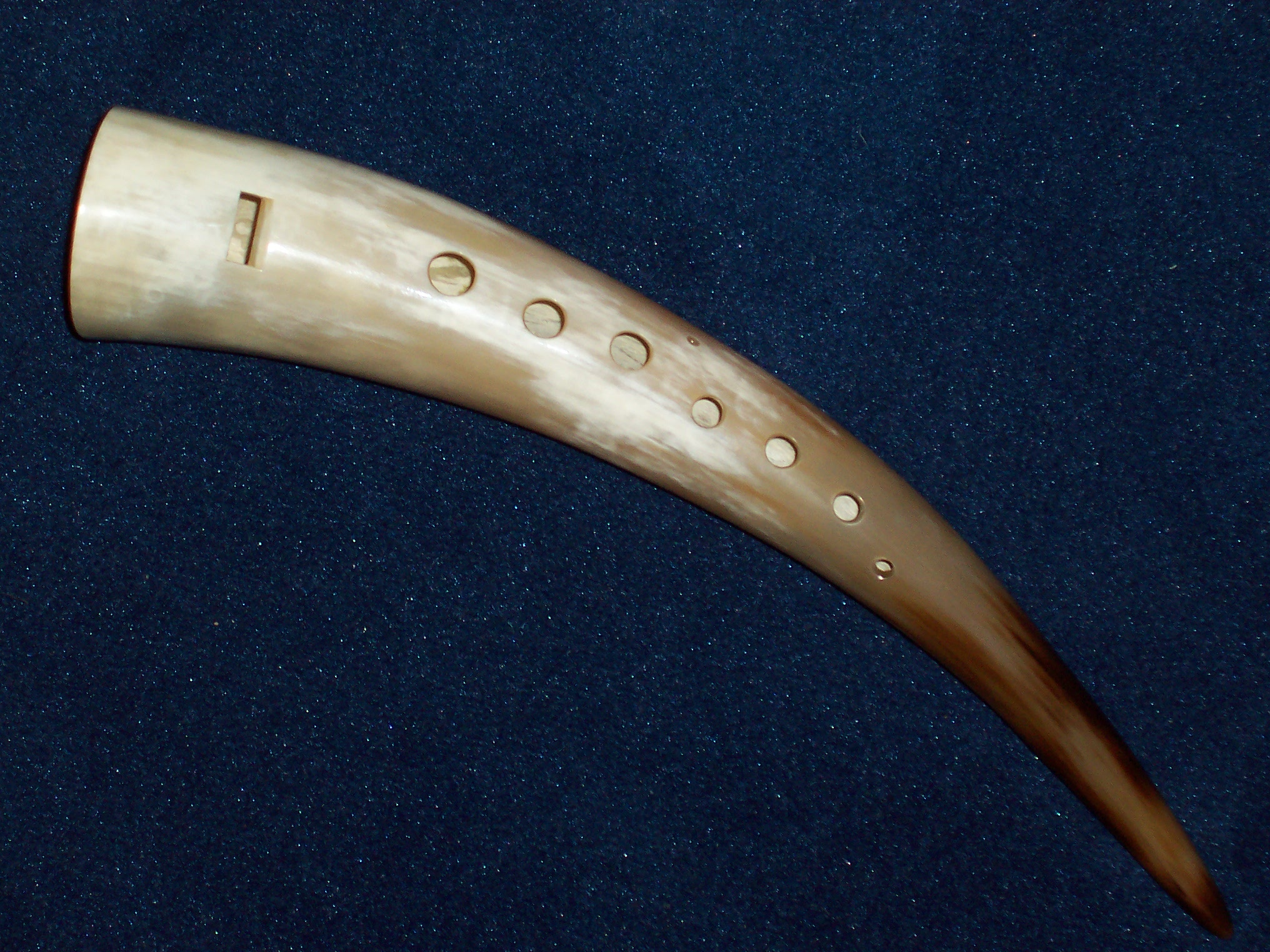
Egy tülökből készült Gemshorn hangszer, alt hangolással.

A  Gemshorn vagy magyarul zergekürt az 1400-as évektől 1700-as évekig pásztorzenében elterjedt okarina jellegű európai fúvós hangszer.

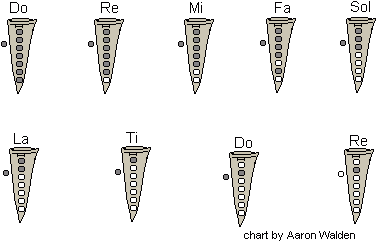
Hangok lefogása

## Orgonaregiszter
A Gemshorn tiszta hangzása miatt az orgonakészítők ezt a sípfélét is imitálják a regiszterek kialakításánál.
Gemshorn – orgonaregiszter. A regiszternév németül „Gemshorn”, franciául „Cor de chamois”. A regisztertanban először a délnémet és észak-német barokk diszpozíciókban tűnik fel, s a romantika korán keresztül napjainkban is bekerülhet egy-egy diszpozícióba. A legtöbb diszpozíción belül 16’, 8’, és 4’ magasságban van jelen, de ismert 2’ és 1’ magasságban épített is. Amennyiben terc magasságban épül, úgy „Gemshornterz” a megnevezés; amikor kvint magasságban, úgy „Gemshornquint” néven találkozunk vele. Amennyiben többsoros kevert regiszterbe épül, azok csak és kizárólag a "Rauschpfeife" és a "Rauschquint" és a "Sesquialtera" regiszterekbe kerülnek. Anyaga ón vagy vörösréz; jellege nyitott; alakja csonkakúp; hangszíne jól keveredő, simulékony.